# Rivière Bonnard
Pour les articles homonymes, voir Bonnard.
La rivière Bonnard est un affluent de la rivière Péribonka, coulant dans le territoire non organisé de Mont-Valin, dans la municipalité régionale de comté (MRC) du Fjord-du-Saguenay, dans la région administrative de Saguenay–Lac-Saint-Jean, dans la province de Québec, au Canada. La partie inférieure du cours de la rivière Bonnard traverse la réserve de biodiversité projetée du lac Onistagane. Cette rivière est située à la limite Ouest du territoire non organisé du Mont-Valin.
Le bassin versant de la rivière Bonnard est accessible par une route forestière secondaire qui se connecte au Sud à la route forestière R0234 laquelle passe à l’Est du lac Péribonka en remontant vers le Nord par la vallée de la rivière Bonnard, puis s'oriente vers l'Est pour desservir le Sud du lac Manouane. La route R0234 se connecte au Sud à la R0252 laquelle longe la rive Est du lac Péribonka. Quelques routes secondaires desservent la zone pour les besoins de la foresterie et des activités récréotouristiques,,.
La foresterie constitue la principale activité économique du secteur ; les activités récréotouristiques, en second.
La surface de la rivière Bonnard est habituellement gelée de la fin novembre au début avril, toutefois la circulation sécuritaire sur la glace se fait généralement du début de décembre au début d’avril.

## Géographie
Les principaux bassins versants voisins de la rivière Bonnard sont :
- côté Nord : rivière Modeste, lac Manouane, rivière Péribonka ;
- côté Est : lac Manouane ;
- côté Sud : rivière Péribonka, lac Péribonka, rivière Cocoumenen ;
- côté Ouest : rivière Péribonka, lac Onistagane, rivière Mistassibi Nord-Est, lac Piraube, rivière Saint-Onge, rivière Mistassibi[3].

La rivière Bonnard constitue le deuxième émissaire du lac Manouane (longueur : 54,0 km ; altitude : 490 m) dans le territoire non organisé de Mont-Valin. Ce lac est enclavé entre les montagnes ; son deuxième embouchure (émissaire : rivière Bonnard) est située à :
- 8,8 km à l’Est de l’embouchure de la rivière Modeste ;
- 16,8 km au Nord-Est de l’embouchure de la rivière Bonnard (confluence avec la rivière Péribonka) ;
- 18,3 km au Nord-Est de l’embouchure du lac Onistagane ;
- 36,4 km à l’Ouest de l’embouchure du lac Manouane (premier émissaire de ce lac : rivière Manouane) ;
- 92,2 km au Nord du barrage à l’embouchure du lac Péribonka ;
- 98,5 km au Nord du centre du village de Chute-des-Passes[3],[6].

À partir de sa source, la rivière Bonnard coule sur 34,6 km sur un dénivelé de m entièrement en zone forestière, selon les segments suivants :
- 5,2 km vers le Sud-Ouest, le Nord-Ouest, puis le Nord en traversant sur 1,8 km un lac non identifié (longueur : 3,6 km ; altitude : 473 m) jusqu’à son embouchure ;
- 9,5 km vers l’Ouest en formant une boucle vers le Nord et une autre vers le Sud ainsi qu’en recueillant un ruisseau (venant du Sud), jusqu’à la rivière Modeste (venant du Nord) ;
- 2,6 km vers le Sud, jusqu’à un ruisseau (venant du Sud) ;
- 9,3 km vers l’Ouest en recueillant un ruisseau (venant du Nord), un ruisseau (venant du Sud) et la décharge (venant du Nord) d’un lac non identifié, jusqu’à un coude de rivière, correspondant à un ruisseau (venant du Nord) ;
- 8,0 km vers le Sud en recueillant la décharge (venant de l’Ouest) d’un lac non identifié et recueillant un ruisseau (venant de l’Est), jusqu’à son embouchure[3].

La rivière Bonnard se déverse dans une courbe de rivière sur la rive Est de la rivière Péribonka, à :
- 1,7 km à l’Est de l’embouchure du lac Onistagane lequel est traversé par la rivière Péribonka ;
- 31,5 km au Nord-Est du lac Piraube ;
- 16,3 km au Sud-Ouest d’une baie du Sud-Ouest du lac Manouane ;
- 89,4 km au Nord-Ouest de l’embouchure du lac Péribonka ;
- 62,3 km au Nord-Est du cours de la rivière Mistassibi ;
- 109 km à l’Est de la baie Nord du lac Albanel ;
- 224,4 km au Nord de l’embouchure de la rivière Péribonka (confluence avec le lac Saint-Jean)[3].

À partir de l’embouchure de la rivière Bonnard, le courant descend le cours de la rivière Péribonka sur 377,4 km vers le Sud, traverse le lac Saint-Jean sur 29,3 km vers l’Est, puis emprunte sur 155 km le cours de la rivière Saguenay vers l’Est jusqu'à la hauteur de Tadoussac où il conflue avec le fleuve Saint-Laurent.

## Toponymie
Le terme « Bonnard » constitue un patronyme de famille d’origine française.
Trois hypothèses pourraient expliquer l’origine du toponyme « rivière Bonnard ». La plus probable est celle qui évoque la mémoire de Jean Bonnard ou Bonneau (dit Lafortune selon le Dictionnaire généalogique de l'abbé Tanguay), décédé à Québec (ville) le 31 août 1656. Ce maître cloutier s'engage avec sa femme à La Rochelle le 1er avril 1641, pour l'île Royale, aujourd'hui l'île du Cap-Breton. Sa veuve, Jeanne Richer, baptisée en 1606, se fera confirmer en 1659 (63 ans) et se remariera le 28 octobre 1668 à Léonard Tresny, à Québec (ville) (mariage annulé un mois plus tard). Au recensement de 1681, elle déclare avoir 86 ans.
Deux autres possibilités expliquant l’origine de ce toponyme :
- Jacques Bonnard, soldat de la compagnie de Budemont, décédé le 14 septembre 1727 à Montréal, à l'âge de 54 ans ;
- Didier Bonnard, soldat au régiment de la Reine, fils de François et d'Agnès Simonette, de Challerange, dans Les Ardennes, marié à Marie-Joseph Benoit, fille de François et de Marie-Anne Gaudry, le 18 janvier 1762 à Saint-Charles[7].

Le toponyme de « rivière Bonnard » a été officialisé le 5 décembre 1968 à la Banque des noms de lieux de la Commission de toponymie du Québec.